# Đắc nhân tâm
Đắc nhân tâm (Được lòng người), tên tiếng Anh là How to Win Friends and Influence People là một quyển sách nhằm tự giúp bản thân (self-help) bán chạy nhất từ trước đến nay. Quyển sách này do Dale Carnegie viết và đã được xuất bản lần đầu vào năm 1936, nó đã được bán 15 triệu bản trên khắp thế giới. Nó cũng là quyển sách bán chạy nhất của New York Times trong 10 năm. Tác phẩm được đánh giá là cuốn sách đầu tiên và hay nhất trong thể loại này, có ảnh hưởng thay đổi cuộc đời đối với hàng triệu người trên thế giới.

## Tóm tắt nội dung
Quyển sách đưa ra các lời khuyên về cách thức cư xử, ứng xử và giao tiếp với mọi người để đạt được thành công trong cuộc sống (theo bản dịch của dịch giả Nguyễn Hiến Lê).
Quyển sách gồm 6 phần, mỗi phần có nhiều chương, với các đề mục như sau:

### Phần I. Những thuật căn bản để dẫn đạo người
Chương 1. Muốn lấy mật đừng phá tổ ong
Chương 2. Bí mật lớn nhất trong phép ứng xử;
Chương 3. Hãy khêu gợi ở người cái ý tự muốn làm công việc mà chính ta đề nghị với họ
Chương 4. Tám lời khuyên để giúp các bạn đọc sách này được nhiều lợi ích nhất

### Phần II. Sáu cách tạo thiện cảm
Chương 1. Để cho tới đâu cũng được tiếp đón niềm nở
Chương 2. Một cách dễ dàng để gây mỹ cảm lúc sơ kiến
Chương 3. Không theo quy tắc sau này tức là tự rước lấy thất bại
Chương 4. Bạn muốn thành một người nói chuyện có duyên không? Dễ lắm
Chương 5. Làm sao để gây thiện cảm
Chương 6. Làm sao cho người ta ưa mình liền

### Phần III. Mười hai cách hướng người khác suy nghĩ theo bạn
Chương 1. Trong một cuộc tranh biện không có người thắng kẻ bại
Chương 2. Một cách chắc chắn để gây thù oán. Tránh nó cách nào?
Chương 3. Quá tắc quy cung
Chương 4. Do trái tim sẽ thắng được lý trí
Chương 5. Bí quyết của Socrate
Chương 6. Xả hơi
Chương 7. Thiện bất chuyên mỹ
Chương 8. Quy tắc này sẽ giúp bạn làm được những việc dị thường
Chương 9. Loài người muốn gì?
Chương 10. Gợi những tình cảm cao thượng
Chương 11. Kích thích thị giác và óc tưởng tượng của người
Chương 12. Khi mọi cách đều vô hiệu bạn hãy thử cách này xem sao

### Phần IV. Chuyển hoá người khác mà không gây ra sự chống đối hay oán giận
Chương 1. Trước khi phê bình, hãy khen ngợi
Chương 2. Phê bình một cách gián tiếp
Chương 3. Hãy tự nhìn nhận lỗi lầm của bản thân trước khi phê bình người khác
Chương 4. Gợi ý thay vì ra lệnh
Chương 5. Giữ thể diện cho người khác
Chương 6. Khích lệ người khác
Chương 7. Cho người ta niềm tự hào
Chương 8. Mở đường cho người khác sửa chữa lỗi lầm
Chương 9. Tôn vinh người khác

### Phần VI. Bảy lời khuyên để tăng hạnh phúc trong Gia đình[3]
Chương 1. Chôn sống hạnh phúc gia đình cách nào lẹ nhất?
Chương 2. Tùy Ngộ Nhi An
Chương 3. Thương nhau chín bỏ làm mười. Em tận chín rưỡi chẳng cho lên mười.
Chương 4. Làm cho Người ở xung quanh mình được sung sướng là điều dễ dàng
Chương 5. Cái gì làm cảm động một người Đàn bà
Chương 6. Phu phụ tương kính như tân
Chương 7. Những kẻ thất học trong hôn nhân

## Bản dịch và bản quyền tại Việt Nam
Trước năm 1975, ở miền Nam Việt Nam đã tồn tại bản dịch tác phẩm này của học giả Nguyễn Hiến Lê với tựa đề "Đắc nhân tâm", in lần đầu tiên tại Sài Gòn năm 1951 (nhà xuất bản Phạm Văn Tươi) và được chỉnh sửa cũng như tái bản rất nhiều lần.
Năm 2005, Công ty First News đã mua lại bản quyền tác phẩm này (cùng với Quẳng gánh lo đi và vui sống) trực tiếp từ gia đình tác giả Dale Carnegie thông qua nơi giữ bản quyền là nhà xuất bản Simon & Schuster, New York, Hoa Kỳ.
Trong khi đó, bản dịch của Nguyễn Hiến Lê vẫn được Công ty Thư Lâm do ông Nguyễn Quyết Thắng đại diện liên kết xuất bản. Vì vậy đã gây ra tranh cãi về vấn đề bản quyền tác phẩm này tại Việt Nam, tuy nhiên theo ông Thắng cho biết: "Theo công ước Bern, 50 năm kể từ ngày tác giả qua đời, thì mọi tác phẩm sẽ thuộc quyền sở hữu của công chúng. Tác giả Dale Carnegie đã mất năm 1955, tính đến nay là hơn 50 năm kể từ khi ông mất. Vì vậy, tác phẩm của ông đã thuộc về công chúng từ lâu" . Năm 2018, ông Nguyễn Quyết Thắng đã chuyển giao bản quyền cho Công ty Cổ phần Sách MCBooks. Ông chia sẻ: "Học giả Nguyễn Hiến Lê là một người rất tôn trọng vấn đề bản quyền. Trước khi dịch bản Đắc nhân tâm và Quẳng gánh lo và vui sống, ông đều xin phép trực tiếp tác giả. (Dẫn chứng ở trang đầu phiên bản cũ từ những năm 1950 – 1952). Là người gìn giữ gia tài văn hoá của học giả quá cố, tôi vẫn luôn tâm nguyện tìm người đủ tầm và có tâm để phát triển tủ sách Nguyễn Hiến Lê đến độc giả cả nước. Ngày hôm nay 15.8.2018, tôi công bố chính thức chọn MCBooks là đơn vị được chuyển giao bản quyền của toàn bộ 120 đầu sách của học giả Nguyễn Hiến Lê".